# Prosoplus mediofasciatus
Prosoplus mediofasciatus là một loài bọ cánh cứng trong họ Cerambycidae.